# Aveleda (Braganza)
Aveleda era una freguesia portuguesa del municipio de Braganza, distrito de Braganza.

## Geografía
Se encuentra en la frontera con España y parte de su territorio se encuentra en el parque natural de Montesinho. Es cruzada la freguesia por dos arroyuelos procedentes de la Sierra de Pedralba, Calabor (España), ambos afluentes del río Sabor.

## Historia
Fue suprimida el 28 de enero de 2013, en aplicación de una resolución de la Asamblea de la República portuguesa promulgada el 16 de enero de 2013 al unirse con la freguesia de Rio de Onor, formando la nueva freguesia de Aveleda e Rio de Onor.

## Festividades
Las fiestas patronales de esta freguesia se celebran el día de San Cipriano (16 de septiembre) y San Miguel (29 de septiembre).

## Patrimonio
El patrimonio histórico de la freguesia se compone de la Iglesia de Varge, de la Capilla de S. Sebastião, la Fonte da Pinela, y algunos molinos de agua dispersos a lo largo de la ribera.